# Skolopendra olbrzymia
Skolopendra olbrzymia (Scolopendra gigantea) – gatunek południowoamerykańskiego wija z rodzaju Scolopendra. 
Gatunek opisany w 1758 roku. S. gigantea to prawdopodobnie największy gatunek skolopendry, osiąga przeciętnie 26 cm długości, a największe osobniki ponad 35 cm długości. Żyje przeciętnie około 10 lat.
Znana jest pod nazwą "Puerto Rican Giant Centiped"', ewentualnie "South American Giant Centipede". 
Zwierzę jaskrawo ubarwione: czerwona głowa oraz segment zagłowowy, czerwonawo-wiśniowe pozostałe segmenty, przy jednocześnie bardzo kontrastowych, jasnożółtych nogach. Rzadziej spotykana jest odmiana czarna, przypominająca trochę kolorystycznie bardzo ciemną Scolopendra galapagoensis. Cechą szczególną tej skolopendry jest obecność małych kolców znajdujących się na początku drugich odcinków nóg krocznych (z ang. femoral spurs) na kilku lub kilkunastu nogach z każdej strony. Jest to cecha spotykana jedynie u Scolopendra gigantea. Jedynie u S. galapagoensis występują kolce na jednej, bądź maksymalnie dwóch nogach krocznych na stronę. Istotną cechą jest również liczba łysych (gładkich) członów anten w liczbie od 9 do 12, rzadko 8, na łącznie 17 członów. W ten sposób można odróżnić ją od S. galapagoensis oraz S. viridicornis. Swego czasu powstało spore zamieszanie z podgatunkami skolopendry olbrzymiej, nieopisany gatunek skolopendry z Ekwadoru był uznawany jako podgatunek S. gigantea robusta, albo S. robusta. Jest to błąd zapoczątkowany przez pewnego autora książek terrarystycznych, który ową błędną, trójczłonową nazwę wprowadził. W rzeczywistości S. robusta jest gatunkiem rdzennie meksykańskim, który nie występuje w handlu, zaś nazwa S. gigantea robusta kiedyś istniała, ale okazała się synonimem S. heros.

## Występowanie

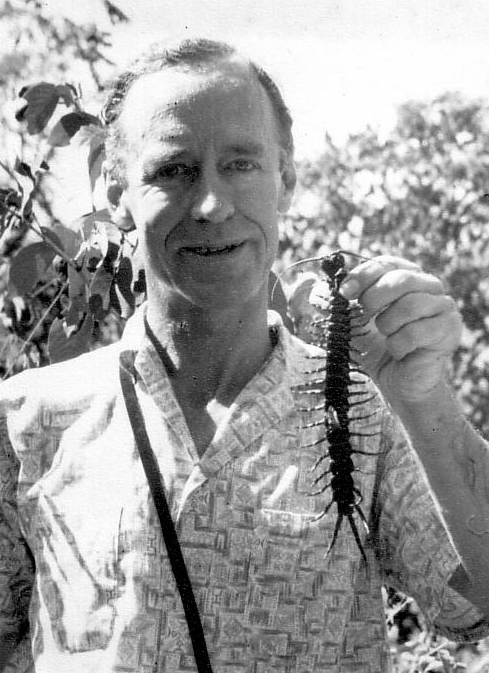
Średniej wielkości skolopendra olbrzymia z Trynidadu

Gatunek lasu deszczowego. Charakterystyczne dla skolopendry olbrzymiej lokalizacje to Wenezuela (stan Carabobo, miasto Valencia), Centralna oraz Południowa Ameryka. Została również zawleczona przez człowieka na Wyspy Dziewicze, Haiti, do Meksyku oraz Hondurasu. Istnieje również potwierdzony przypadek odkrycia osobnika w Indiach (praca A taxonomic re-assessment of the centipede Scolopendra gigantea Linnaeus (Chilopoda: Scolopendridae) and confirmation of its occurrence in India autorstwa Vinod Khanna and B.E. Yadav (1988); do pobrania z www.zoosprint.org). W związku z niszczeniem naturalnych środowisk można spotkać skolopendry w pobliżu ludzkich domostw, pod kamieniami, śmieciami, czy w stosach drewna. Ich naturalną porą żerowania jest noc, stąd pierwszym odruchem po znalezieniu się w promieniach słońca jest ucieczka w zacieniony zakamarek, a co za tym idzie niewielka interakcja z ludźmi.

## Jadowitość
Skolopendra jest zwierzęciem jadowitym. Silnie toksyczny jad zawiera acetylocholinę, histaminę, serotoninę i proteazy. Ukąszenia powodują śmierć u większości małych zwierząt, a dla człowieka są toksyczne. Poszkodowani doświadczają silnego bólu, obrzęku, gorączki i uczucia słabości. Zwykle jednak ukąszenia nie stanowią istotnego zagrożenia życia człowieka, poza przypadkami osób z alergiami na toksyny zawarte w jadzie. Istnieje jednak udokumentowany przypadek śmierci czteroletniego dziecka w Wenezueli, za której powód uważa się ukąszenie skolopendry olbrzymiej.

## Rozmnażanie
U skolopendry nie występuje wyraźny dymorfizm płciowy. Samce nie mają narządu kopulacyjnego, w związku z czym spermę składają na jedwabnych krążkach, którą to samica następnie przejmuje. Po złożeniu jaj samica opiekuje się potomstwem do momentu jego usamodzielnienia.

## Hodowla
Scolopendra gigantea jest gatunkiem trudno dostępnym w handlu. Ze względu na rozmiar, szybkość, agresywną naturę i jad polecane tylko zaawansowanym hodowcom. Niezbyt wdzięczny obiekt obserwacji: w terrarium większość czasu ukrywają się w substracie bądź w kryjówce.

## Synonimy
- Scolopendra annulipes (Lucas, 1884)
- Scolopendra epileptica (Wood, 1861)
- Scolopendra gigas (Leach, 1815)
- Scolopendra insignis (Gervais, 1844)
- Scolopendra prasinipes (Wood, 1861)